# Edda em prosa
A Edda em Prosa, também conhecida como Edda Menor ou Edda de Snorri, é um manual islandês de poesia escáldica e um compêndio de mitologia nórdica. 
O trabalho foi escrito por Snorri Sturluson, um poeta, historiador e político islandês, por volta do ano 1220. É uma fonte fundamental para a nossa compreensão da mitologia e da arte poética nórdica antiga.
Nos nossos dias, existem 7 manuscritos sobreviventes com passagens do texto da Edda em prosa, dos quais, os 4 mais importantes são o Codex Upsaliensis (U), o mais antigo, o Codex Wormianus (W), o Codex Trajectinus (T) e sobretudo o Codex Regius (R).
O Codex Upsaliensis está guardado na Biblioteca da Universidade de Upsália em Upsália na Suécia.
A Edda em prosa está dividido em três partes:
- Gylfaginning - Gylfe, um rei mitológico sueco, visita os deuses asses (Aesir) e faz perguntas sobre o começo do mundo, sobre o cavalo Sleipnir, entre outros.
- Skáldskaparmál - Abordagem da língua figurada da poesia nórdica e das suas associações ocultas, com numerosas referências à Edda em verso.
- Háttatal - Compêndio de poesia para os poetas escaldos.

Sete manuscritos da Edda em Prosa sobreviveram até aos dias de hoje: seis cópias do período medieval e outra datada de 1600. Nenhum manuscrito está completo e cada um tem variações. Para além dos três fragmentos, os quatro manuscritos principais são o Codex Regius, o Codex Wormianus, o Codex Trajectinus e o Codex Upsaliensis:
| Nome                         | Localização atual                                                   | Data                              | Notas |
| ---------------------------- | ------------------------------------------------------------------- | --------------------------------- | --- |
| Codex Upsaliensis (DG 11)    | Biblioteca da Universidade de Uppsala, Suécia                       | Primeiro trimestre do século XIV. | Fornece algumas variantes que não se encontram em nenhum dos outros três manuscritos principais, como o nome Gylfaginning. |
| Códice Regius (GKS 2367 4°)  | Instituto Árni Magnússon de Estudos Islandeses, Reykjavík, Islândia | Primeira metade do século XIV.    | É o mais abrangente dos quatro manuscritos e é considerado pelos estudiosos como o mais próximo dum manuscrito original. É por isso que é a base para as edições e traduções da Edda em Prosa. O seu nome deriva da sua conservação na Biblioteca Real da Dinamarca durante vários séculos. De 1973 a 1997, centenas de manuscritos islandeses antigos foram devolvidos da Dinamarca à Islândia, incluindo, em 1985, o Codex Regius, que é hoje preservado pelo Instituto Árni Magnússon de Estudos Islandeses. |
| Codex Wormianus (AM 242 fol) | Colecção de Manuscritos Arnamagnæan, Copenhaga, Dinamarca           | Meados do século XIV.             | Nenhum |
| Codex Trajectinus (MSS 1374) | Biblioteca da Universidade de Utrecht, Holanda                      | Escrito c. 1600.                  | Uma cópia de um manuscrito realizado na segunda metade do século XIII. |

O provável stemma de Snorra Edda, considerando apenas a fonte principal de cada manuscrito.

Os outros três manuscritos são AM 748; AM 757 a 4to; e AM 738 II 4to, AM le ß fol. Embora alguns estudiosos tenham duvidado que um stemma sólido dos manuscritos possa ser criado, devido à possibilidade de os escribas se basearem em múltiplos exemplares ou redigirem com base em memória, trabalhos recentes descobriram que as principais fontes de cada manuscrito podem ser facilmente determinadas. A Edda em prosa, fora da Islândia, era desconhecida até à publicação da Edda Islandorum em 1665.